# Love Story
 Love Story és una pel·lícula estatunidenca dirigida per Arthur Hiller, estrenada el 1970 i doblada al català.

## Argument
Oliver Barrett IV, ve d'una gran nissaga de diplomats de Harvard rica i eminent. Sens dubte per sortir del motllo de l'«Ivy League» (és a dir de les principals universitats de l'Est dels Estats Units), té un enamorament sobtat per Jennifer Cavalleri, una americana d'origen italià, pobre i catòlica, estudiant de música, a Radcliffe. Decideixen casar-se a finals del seu any universitari malgrat l'opinió del pare d'Oliver, que s'enfada amb el seu fill. Sense l'ajuda financera del seu pare, la jove parella lluita per poder pagar els estudis d'Oliver en una escola d'advocats. Finalment, surt tercer de la seva promoció, i obté un treball molt ben pagat en una firma d'advocats a Nova York, mentre que Jennifer ensenya música en una escola privada.
En vista dels seus ingressos elevats, tots dos de 24 anys, decideixen tenir un fill. Però no ho aconsegueixen, i després d'un cert nombre de proves, consulten un especialista, el qual, després de nombrosos testos sanguinis, informa Oliver que Jennifer té una leucèmia i està condemnada a molt curt termini.
Oliver intenta comportar-se «de manera normal» segons els consells del doctor, sense parlar-ne a Jennifer, però aquesta se n'assabenta tanmateix per un altre metge. Jennifer decideix anar a l'hospital per començar una teràpia contra el càncer, i a Oliver comença a faltar-li diners per pagar l'hospital. Desesperat, demanarà l'ajuda financera al seu pare, al·legant una bestiesa amb una noia.
Des del seu llit de l'hospital, Jennifer arregla el seu funeral amb el seu pare, després demana a Oliver d'estrènyer-la als seus braços abans de morir.

## Comentaris
- La pel·lícula va ser el més gran èxit de l'any 1971.
- Es va estrenar el 2 de febrer de 1971.
- El guió va ser escrit per Erich Segal; el va adaptar per escriure un novel·la que va ser un best seller abans de la sortida de la pel·lícula.
- Es va rodar una continuació el 1978: La història d'Oliver.
- Erich Segal ha dit que s'havia basat, pel personatge d'Oliver, en el futur vicepresident Al Gore i Tommy Lee Jones, que compartien una habitació a la Universitat Harvard.
- La música de Francis Lai ha contribuït molt a la popularitat de la pel·lícula, en particular la cançó titulada  Where do I begin  creada per Andy Williams que serà un dels majors èxits de l'any 1971. El títol serà recuperat per molt nombrosos intèrprets com Shirley Bassey, Ginette Reno, Tino Rossi, Nicole Croisille i més recentment per Jonatan Cerrada.

## Repartiment
- Ali MacGraw: Jennifer Cavalleri
- Ryan O'Neal: Oliver Barrett IV
- John Marley: Phil Cavalleri
- Ray Milland: Oliver Barrett III
- Tommy Lee Jones: Hank
- Walker Daniels: Ray
- John Merensky: Steve
- Katherine Balfour: Mrs Barrett

## Cita
«L'amor, és no haver mai de dir ho sento (« Love means never having to say you're sorry ») ha estat elevada al rang de la tretzena cita més cèlebre del cinema americà, segons l'AFI.
Al final de la comèdia What's Up, Doc? de 1972 de Peter Bogdanovich, el personatge interpretat per Barbra Streisand diu «L'amor, és no haver de dir mai ho sento». Ryan O'Neal li contesta: 
| « | És la cosa més babaua que mai no he sentit. | » |

## Premis i nominacions

### Premis
- 1971. Oscar a la millor banda sonora per Francis Lai
- 1971. Globus d'Or a la millor pel·lícula dramàtica
- 1971. Globus d'Or a la millor actriu dramàtica per Ali MacGraw
- 1971. Globus d'Or al millor director per Arthur Hiller
- 1971. Globus d'Or al millor guió per Erich Segal
- 1971. Globus d'Or a la millor banda sonora original per Francis Lai

### Nominacions
- 1971. Oscar a la millor pel·lícula
- 1971. Oscar al millor director per Arthur Hiller
- 1971. Oscar al millor actor per Ryan O'Neal
- 1971. Oscar a la millor actriu per Ali MacGraw
- 1971. Oscar al millor actor secundari per John Marley
- 1971. Oscar al millor guió original per Erich Segal
- 1971. Globus d'Or al millor actor dramàtic per Ryan O'Neal
- 1971. Globus d'Or al millor actor secundari per John Marley
- 1972. Grammy a la millor banda sonora original per a pel·lícula per Francis Lai